# Kudiya
Kudiya – gaun wikas samiti w zachodniej części Nepalu w strefie Lumbini w dystrykcie Nawalparasi. Według nepalskiego spisu powszechnego z 2001 roku liczył on 1533 gospodarstw domowych i 9361 mieszkańców (4614 kobiet i 4747 mężczyzn).